# Piet van Aken

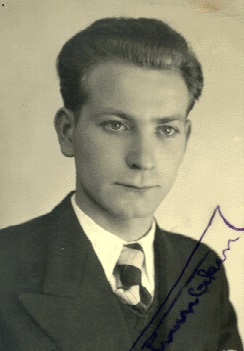
Piet van Aken, 1942

Piet van Aken (* 15. Februar 1920 in Terhagen an der Rupel; † 3. Mai 1984 in Antwerpen) war ein flämischer Schriftsteller und Redakteur. Seine sozial engagierte erzählende Prosa spielt vorwiegend im Marschland seiner Kindheit unter einfachen Leuten. Für seinen Roman Slapende honden (Schlafende Hunde) erhielt er 1966 den belgischen Staatspreis für erzählende Prosa.

## Leben und Wirkung
Schon vor dem Abitur am Athenaeum in Mechelen fiel die sprachliche Begabung des Ziegeleiarbeitersohnes auf, die auch von seinem Lehrer Filip De Pillecyn gefördert wurde. Sein Romandebüt gab van Aken 1942. 1945 heiratete er Rosa Callaert, die ebenfalls von der Rupel stammt. Das Ehepaar wohnte zunächst in Brüssel, später in Mechelen. Von 1945 bis zu seinem Tod 1984 war van Aken Redakteur der Mitgliederzeitschrift De Werker (Der Arbeiter) des zumindest anfänglich sozialistisch orientierten belgischen Allgemeinen Gewerkschaftsbundes. Außerdem gehörte er für Jahrzehnte der Redaktion der Literaturzeitschrift Nieuw Vlaams Tijdschrift an, zeitweise als Chefredakteur. Er griff oft und unverblümt in literarische Debatten ein.
Seine Bücher kreisen durchweg um die Themen Macht, Sexualität, Schicksal. Laut Marina De Bruijn steht van Aken zeitlebens auf Seiten der „underdogs“. Schwer enttäuscht war er von der Wetterwendigkeit der Belgischen Arbeiterpartei. Sein Roman De blinde spiegel (1981) ist eine unverblümte Bloßstellung der Pöstchenjägeri und der Karrieresucht bei Politikern und Gewerkschaftern, er wurde in Belgien als Schlüsselroman zu Van Akens Erfahrungen unter Gewerkschaftsfunktionären gelesen. Van Aken habe einen ausgeprägten Gerechtigkeitssinn besessen, allerdings auch einen Dickschädel. Seinem Sohn Paul zufolge er das größte Glück im persönlichen Seelenfrieden.
Piet van Aken starb nach einem Schlaganfall.

## Das Begehren
1961 erschien van Akens Roman Das Begehren (Übersetzer: Johannes Piron) in der DDR. Er wird aus der Perspektive des jungen Bauern Balten Reusens erzählt, der auf seine Härte stolz ist, bei Maria, der Geliebten seines Bruders Tonne, allerdings auf Granit beißt. Dafür lässt sich Balten trotz der höhnischen Kommentare, die er für solche Bestrebungen übrig hat, durch seinen anderen Bruder Jep in die gewerkschaftlichen Kämpfe der Ziegeleiarbeiter hineinziehen. Der Zusammenstoß mit berittenen Gendarmen befördert den so bärenstarken wie selbstgerechten Balten ins Gefängnis. Erst hier, am Schluss des Romans, wird dem Leser klar, dass er den Bericht eines Häftlings gelesen hat, was beinahe einer Pointe gleichkommt. Eine andere betrifft Baltens Begehren nach Maria. Da Tonne, nicht ohne Einfluss Baltens, bei einer nächtlichen Verfolgungsjagd im Gestrüpp tödlich verunglückte, wäre nun vielleicht der Weg zu Maria frei gewesen – doch der Aufruhr der Ziegeleiarbeiter beschert Balten drei Monate Knast. Ob Maria ihn noch erhören, ja zumindest noch im Gefängnis besuchen wird, bleibt völlig offen. Nur Balten ist davon überzeugt. Van Aken gelingt es, in knapper Sprache Einfalt und Unbestechlichkeit zu verbinden. Das hat den seltenen Nebeneffekt, dass der Leser von einem unsympathischen Ich-Erzähler 260 Seiten lang gefesselt wird.

## Werke
- De falende God, Brüssel 1942
- Het hart en de klok, Brüssel 1944
- De duivel vaart in ons, Brüssel 1946
- Alleen de dooden ontkomen, Brüssel 1947
- Het begeren, Amsterdam 1952 (dts. Das Begehren)
- Zondaars en sterren, in: Zes Vlaamse novellen, ’s-Gravenhage 1952
- Klinkaart, Antwerpen 1954
- De wilde jaren, Amsterdam 1958 (dts. Die wilden Jahre)
- De nikkers, Antwerpen 1959
- De verraders, Antwerpen 1962
- De onschuldige barbaren, Antwerpen 1964
- De jager, niet de prooi, Antwerpen 1964
- Slapende honden, Antwerpen 1965
- Grut. De mooie zomer van 40, Brügge 1966
- Agenda van een heidens lezer (Essays), Antwerpen 1967
- Dood getij, Amsterdam 1979
- De Goddemaers en andere verhalen, Antwerpen 1980
- De blinde spiegel, Amsterdam 1981
- De hoogtewerkers, Amsterdam 1982
- De Goddemaers, Antwerpen 1983